# Герб Новогрудського воєводства
Герб Новогрудського воєводства (пол. Herb województwa nowogródzkiego) — офіційний символ Новогрудського воєводства Великого князівства Литовського та Речі Посполитої.
Новогрудська земля була ядром Великого князівства Литовського (далі — ВКЛ) при Міндовзі. До 1323 Новогородок (Новогрудок) був столицею Великого Князівства Литовського. Новогрудське воєводство було виділено у 1507 році з Віленського. Герб створений у 1507—1517 роках та остаточно закріпився за воєводством до 1529 року.

## Опис
Опис герба по гербовнику Stemmata Polonica (бл. 1555): «у полі блакитному архангел Михайло біля воріт раю з мечем у правій руці та розправленими крилами, у білому одязі, обличчя та руки натурального кольору».

## Історія герба
Герб Новогрудського воєводства із зображенням Архангела Михайла, ймовірно, створений у 1507—17 роках за зразком герба Київського воєводства, коли київська хоругва обзавелася гербом із зображенням ведмедя. Остаточно герб закріпився за Новогрудським воєводством на Віленському Сеймі 1529 року. Початковий вигляд та колір герба були зафіксовані у гербовнику Stemmata Polonica.
Зображення у блакитному полі срібного Архангела Михайла з мечем — єдиний геральдичний символ Новогрудського воєводства у ВКЛ. Саме воно було на воєводській хоругві у 1507—1565/1566 роках. Після реформ 1565—66 років, внаслідок процесу уніфікації зображень на воєводських хоругвах, поряд із гербом воєводства у вигляді Архангела Михайла було введено державний герб «Погоня», що було юридично закріплено Статутом ВКЛ. Інформація про давній Новогрудський герб, записана Попроцьким, та інтерпретована останнім у формі «чорного ангела», була помилкою, повтореною потім багаторазово. Це призвело до того, що з кінця 1570-х років і до кінця XVIII століття в геральдичній та історичній літературі Речі Посполитої Новогрудському воєводству приписують «помилковий» герб із зображенням «чорного ангела» та Погоні. У деяких гербовниках міг бути переплутаний герб воєводства із міським гербом Новогрудка. Крім того, іноді до новогрудських гербів додають герб із зображенням червоного геральдичного хреста в срібному полі.
Арсенальський гербовник Stemmata Polonica, датований 1555 роком, у розділі гербів ВКЛ наводить непідписане зображення герба, який публікатор гербовника Галена Полячківна віднесла до Новогрудського воєводства: у блакитному полі Архангел Михайло з мечем у правій руці, з раски та руки природного кольору. Таку ідентифікацію герба підтримав польський історик С. К. Кучиньский. Відсутність підписів у герба у Stemmata Polonica створює труднощі в ідентифікації, адже зображення ангела нагадувало герб Київського воєводства, який був розміщений на великих печатках ВКЛ, починаючи від Олександра Казимировича. До того ж кількість та склад гербів у Stemmata Polonica не дозволяють легко ототожнювати їх із гербами на великих печатках ВКЛ. Наприклад, герби Смоленського воєводства в гербовнику (бл. 1555 р.) і великих печатках ВКЛ до середини XVI століття були різні роки.
Білоруський історик А. Шаланда, який глибоко вивчив геральдику ВКЛ, вважає, що приналежність герба із зображенням Архангела Михайла в Арсенальському гербовнику до Київського воєводства проблематична, оскільки в гербовнику йому відповідає інший герб, найімовірніше, із зображенням чорного ведмедя, який польський хроніст М. Бєльський бачив на похороні Сигізмунда Старого 1548 року і назвав третім державним гербом ВКЛ. Ймовірно, що за правління великого князя литовського Сигізмунда Старого (1506—1548) для символічного уявлення смоленської та київської знаті в Сеймі ВКЛ було створено нові герби, внаслідок чого герб з архангелом закріпився за шляхтою Новогрудського воєводства.

Очевидно, такі процеси були результатом двох фактів. Перший — це зовсім простий шлях, яким було створено Новогрудське воєводство в ВКЛ. Сигізмунд старий перевів київського воєводу князя Івана Львовича Глинського в Новогрудок і «…не хотівши його писати в титул його інакше як перед тим писаний; і теж його місця від нього не віддаляючи, маємо його воєводою Новгородським і маршалком нашим у титулу його писати; а місце в раді між панами раді наше великого князівства Литовського, дали йому підле пана старости Жомойтського …». Близько 1517 вперше згадується і Новогрудський хорунжий. Другий фактор — це традиційний для Новогрудської землі культ Архангела Михайла.

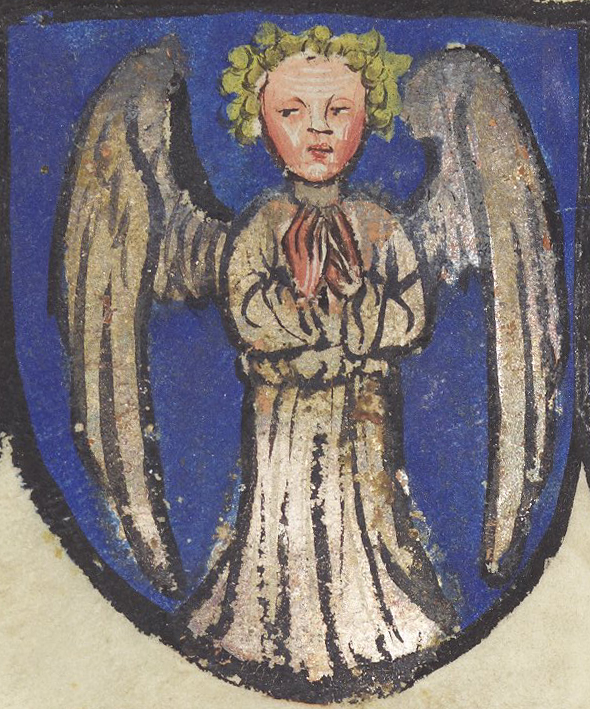
Земельний герб ВКЛ у Португальському королівському гербовнику, 1416
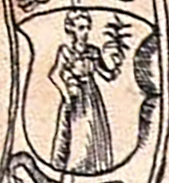
Архангел з вогняним мечем. Герб воєводства із польського виданняСтатуту 1588 року
Промальовування герба з великого литовського друку останнього Великого князя Литовського Станіслава Августа. 1764
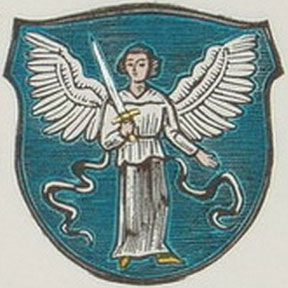
Герба воєводства з листівки початку ХХ ст.

### Значення Погоні на корогві воєводства

Зображення другого «герба воєводства» з гербовника Квспера Несецького

При описі корогв війська ВКЛ у Погоня як герб Новогрудської землі згадується Яном Длугошем битві під Грюнвальдом 1410 року: «прапори ж, визначені таким хоругвям, були майже всі однакові, бо майже кожна мала на прапорі воїна в обладунках, іноді сидячого або гнідом, або рябим конем і приголомшливого мечем у простертій руці, на червоному полі». Проте «Хроніка» писалася Яном Длугошем набагато пізніше після згаданої події, у 1460—80 роках, а тому його відомості про корогву земель ВКЛ викликали сумнів. Польський дослідник О. Лойко (пол. Jerzy Łojko) вважає, що хроніст насправді не знав, як виглядали всі земельні хоругви ВКЛ. Подібної думки дотримується і польський геральдист Стефан Кшиштоф Кучинський. Якщо припустити, що у 1410 року існувала Новогрудська корогва, можна припустити, що Погоня на хоругві, видана великим князем литовським Вітовтом лицарству Новогрудської землі перед битвою під Грюнвальдом, була скоріш династичним і державним гербом, ніж земельним.
Проте, Погоня все ж таки була на хоругві Новогрудського воєводства ВКЛ, але фіксується це в джерелах набагато пізнішого часу — у другій половині ХVІ століття. Статут 1566 року (розділ 4, Стаття 10) наказував використовувати на земських печатках повітів ВКЛ Погоню: «Даємо під гербом того панства нашого Великого князівства Литовського, погоню, печатку до кожного повіту». Відповідно до «Списання повітів Великого Князівства Литовського і врадників у них», зробленого на Віленському Сеймі 1565—1566 років, корогва Новогрудського воєводства виглядала так: «хоругів палаюча, у білому полі герб». Однак у Статуті 1566 року йдеться про Погоню не як про земельний, а як про державний герб ВКЛ. Стаття Статуту може свідчити лише про процес уніфікації гербів на корогвах воєводств та повітів ВКЛ напередодні унії з Польським Королівством. В «Описі Європейської Сарматії» Алессандро Ґваньїні (1579 р.) про корогву Новогрудського воєводства однозначно говориться, що йдеться про державний герб князівства (лат. «Vexillum bicorne rubei coloris Stemmate Magni Ducatus, in campo albo insignitum in bello gestat»). Цю ж фразу в польському виданні «Описи» 1611 р. наводить Мартін Пашковський (пол. «Chorągiew o dwu rogach masci czerwoney taż co y Wielkiego X. Litew: Mąż zbroyny na koniu białym z miczem...»). Таким чином, Погоня не була гербом Новогрудського воєводства, а була символом державної власності на його корогві.
Аналогічна ситуація була з воєводськими печатками. Наприклад, до 1569 року на пресі Київського воєводства було зображено литовський герб Погоня. Після Люблінської унії, коли воєводство увійшло до складу Королівства Польського, виготовили нову печатку, на якій був зображений орел — польський герб.

### «Чорний янгол» Папроцького

«Чорний янгол» за Бартошем Папроцьким, можливо, є результатом помилки

Першим автором, що згадує «чорного ангела» (пол. Anyoła czarnego) як герб воєводства, був Бартош Папроцький. Він 1578 року видав твір «Гніздо чесноти…» (пол. «Gniazdo cnoty...»), де серед іншого зазначив, що Новогрудське воєводство використовує герб у вигляді чорного ангела в червоному полі (пол. «Woiewodztwo Nowogrodzkie Anyoła czarnego w polu czerwonym [używa]»). У своїй роботі «Герби польського лицарства» (1584) Папроцький повторив цю інформацію.
На поміщеній у його книгах гравюрі було таке зображення: на картуші чорний ангел у довгому чорному хітоні з розкинутими за спиною чорними крилами та німбом над головою. На сучасних йому великих печатках ВКЛ Сигізмунда Августа, Генріха Валуа та Стефана Баторія герб із зображенням збройного архангела завжди був підписаний як київський (лат. «КIОVIEN»). Герб Новогрудка із зображенням Михайла Архангела з крилами за спиною з мечем і вагами був наданий місту тільки в 1595 році. А. Шаланда вважає, що Папроцьким інформацію про воєводський герб взято «з усних реляцій» сучасних йому хорунжих та хорунжичів із ВКЛ. Серед них були Новогрудський хорунжий Іван Харитонович та хоружич Семен Іванович, згадані у 1561 році. Отже, цього року така корогва Новогрудського воєводства існувала і лише у 1565—1566 роках замінили на нову з Погонею.
На думку А. Шаланди, «Чорний ангел» Папроцького вийшов внаслідок помилки. Автор геральдичного видання «Гнізда чесноти…» зіткнувся з певною суперечністю. Так, на великій пресі ВКЛ Стефана Баторія, датованої 1576 роком, він бачив, що герб із зображенням Архангела Михайла з мечем підписаний як «Київський», а з усного повідомлення новогрудців знав, що зображення архангела було до 1565—1566 років на хоругві Новогрудського. Розуміючи, що у двох різних воєводств не може бути однакового герба, він зробив Новогрудського архангела чорним у червоному полі. На відміну останній ще залишився з порожніми руками, перетворившись з архангела Михайла просто в ангела. Не виключена також і помилка різьбяра гравюри, який зробив її в негативі.
Саме такий образ і закріпився в геральдичній літературі як герб Новогрудського воєводства у пізніші часи. Вже Йоахім Бєльський у «Хроніці польській», виданій у Кракові в 1597 році, не тільки використовував ту ж гравюрну дошку для ілюстрації, що й Попроцький, але й зробив корогву Новогрудського двогербового воєводства: «Воєводство Новогрудське має на корогвах з одного боку Ангела червоному полі, з другого — Погоню» (пол. Woiewodztwo Nowogrodzkie ma na chorągwi po iedney stronie Anioła czarnego w polu czerwonym a po drugiey Pogonią). Ця ж інформація і ця ж гравюра були повторені в книзі Станіслава Німецького «Сума клейнотів чи гербів…» (1621) та в анонімному виданні «Клейноти чи герби…» (1630).
Так, завдяки неодноразово повтореній помилці, герб із чорним ангелом закріпився як символ Новогрудського воєводства ВКЛ у Речі Посполитій, що мало наслідки і для гербового складу великих печаток ВКЛ. Так, на великих печатках ВКЛ епохи Вазів (1587—1668) герб із зображенням архангела ще виконував функцію символу Київського воєводства. Але за короля польського і великого князя литовського Михала Корибута Вишневецького (1669—1673) в число земельних гербів для великої печатки, де був представлений також і жемойтський здиблений ведмідь, ввели як київський герб зображення ведмедя, що йде. Введення київського ведмедя з корогви робило герб із архангелом на великій печатцы ВКЛ символом Новогрудського воєводства. Зображення його зберегло тип із попереднього «київського» періоду: замість меча, ангел у правій руці став тримати пальмову гілку, а в лівій — шаблю, а крила зникли. Такий самий герб було повторено і великих печатках ВКЛ Іоанна III Собеського (1676—1696).
У XVIII столітті «чорний ангел» остаточно закріпився у геральдичній та історичній літературі Речі Посполитої як герб Новогрудського воєводства ВКЛ. Відомий польський геральдист Речі Посполитої Каспер Несецький також хоч і не надав зображенню герба воєводства у своєму фундаментальному гербовнику «Корона Польська…» (1728), але дав його точний опис: «Герб його з одного боку ангел чорний у червоному полі, крила рука випрямлена опущена, інша вперта в бік. З іншого боку — звичайна Погоня» (пол. Herb iego z iedney strony Anioł czarny w czerwonym polu, skrzydła rozciągnione, ręką iedną na doł prosto spuszczona, drugą się podpiera. Z drugiey strony Pogonia zwyczayna). Посилання їм на Й. Бєльського свідчить, що К. Несецький описував вже відому нам гравюру.
З багатої геральдичної та історичної літератури ХVІ — першої половини XVIII століть брали інформацію про Новогрудський воєводський герб. Звідти черпали свої знання і художники, які в 1762—1764 роках оформляли посольський зал королівського замку у Варшаві.
На пресі порядкової та цивільно-військової комісії Новогрудського воєводства зображений крилатий Архангел Михайло, що стоїть на хмарі, з німбом і з мечем у піхвах, що висить на поясі. Щодо великих печаток ВКЛ у XVIII столітті, то до кінця існування Речі Посполитої, на них герб із зображенням архангела належав лише Новогрудському воєводству, зберігши з незначними змінами свій вигляд.

### Геральдичний хрест
Є. Лойко із посиланням на гербовник Бергсгамара (1456) вважав, що за часів Вітовта Новогрудська земля мала герб із зображенням геральдичного хреста. У гербовнику Лінцениха (1442) років такий самий герб підписаний як nowengrote. С. К. Кучинський, слідом за публікатором А. Геймовським та Є. Лойком також обережно вважав, що це міг бути герб Новогрудської землі. А. Шаланда вважає, що не зрозуміло який Новгород мав на увазі: Великий, Сіверський або Новогрудок, хоча зазначає, що назва герба відповідає місцю князювання Лугвена Ольгердовича у Великому Новгороді. Литовський геральдист Эдмундас Римша відносив його до Новгорода-Сіверського. У Stemmata Polonica (1555) було вміщено два герби з хрестами — один срібний у червоному полі, другий — червоний у срібному, ідентифіковані Г. Полечковною як герби Волині та Брацлавщини відповідно.

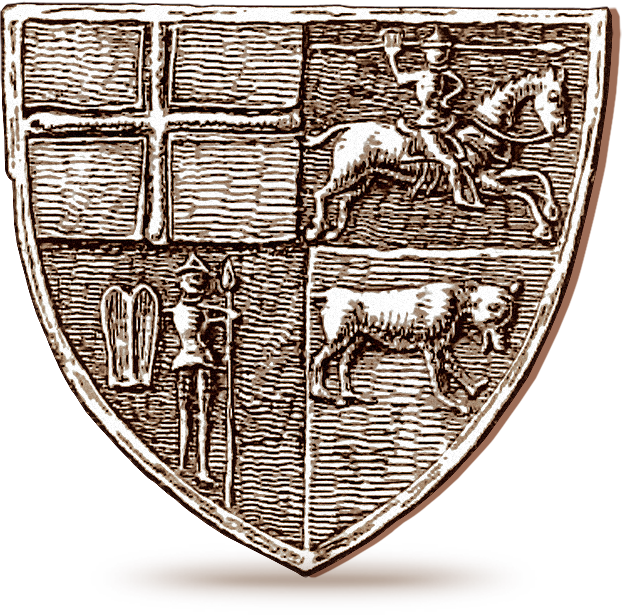
Герб ВКЛ з печаткою Вел. кн. ЛитовськогоВітовта. 1404 нар.
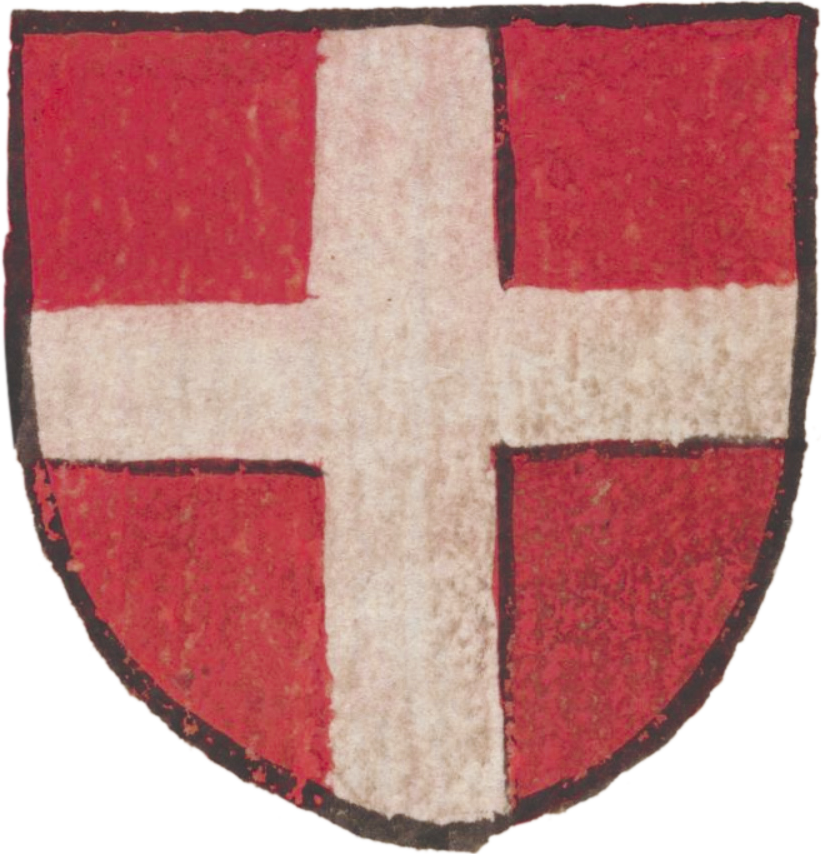
Герб «новгородський» (nowengrote) з гербовника Лінцениха, 1420-30 рр.
Геральдичний хрест з гербовника Бергшамара, 1440-ті рр.
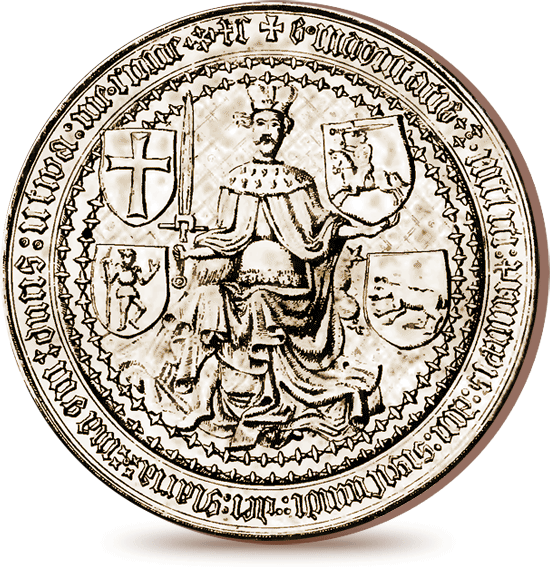
Печатка Сигізмунда (Жигімонта Кейстутовича). 1437 р.

В енциклопедії «Велике князівство Литовське» (2007) стверджується, що геральдичний хрест у Великому князівстві Литовському в XV столітті символізував землі Великого Новгорода, на які Вітовт претендував і де в 1389-92, 1407-08 та 1414-12 роках був намісником його брат — князь
Лугвеній.